# Parque nacional Biriwal Bulga
Biriwal Bulga es un parque nacional en Nueva Gales del Sur (Australia), ubicado a 284 km al noreste de Sídney.

## Datos
- Área: 47 km²
- Coordenadas: 31°30′26″S 152°18′23″E / -31.50722, 152.30639
- Fecha de Creación: 1 de enero de 1999
- Administración: Servicio Para la Vida Salvaje y los Parques Nacionales de Nueva Gales del Sur
- Categoría IUCN: II

Véase también: Zonas protegidas de Nueva Gales del Sur
- Datos: Q865438
- Multimedia: Biriwal Bulga National Park / Q865438